# DF-41
DF-41 또는 동풍 41호는 중국이 지상발사형 이동식 핵미사일이다. 무게 42톤, 3단 고체연료를 사용하는 DF-31 보다 대형이라고 보도되고 있다. 둘 다 8바퀴 트럭에 탑재되는데, DF-41이 더 두꺼워 지고 길어졌다.

## 역사
2015년 8월, 4번째 시험발사를 하였다.
2019년 10월 1일, 열병식에 최초로 공개했다. 러시아 토폴 미사일과 똑같은 디자인이다.
- RT-2PM 토폴,  러시아. 45톤, 800 kt 핵탄두 1개, 사거리 10,500 km
- RT-2PM2 토폴-M,  러시아. 47톤, MIRV 6개, 사거리 11,000 km
- RS-24 야르스,  러시아. 49톤, MIRV 10개, 사거리 12,000 km
- DF-41,  중국. 55톤, MIRV 10개, 사거리 12,000 km

네 가지 미사일 모두 16 x 16 트럭을 사용한다. 트럭의 운전석 앞으로 미사일 발사관 뚜껑이 돌출되어 있다. 발사시에 화약으로 뚜껑이 앞으로 떨어지고 나서, 즉시 미사일 발사관이 수직으로 세워진다. 무게도 네 가지 모두 비슷하며, 3단 고체연료인 점도 동일하다. 즉 DF-41은 중국판 토폴 미사일이다. 야르스도 통칭해서는 토폴이라고 부른다.

### 2020년 사일로 확충
2020년 5월 9일, 중국 인민일보 자매지 환구시보(환추쓰바오)의 후시진 편집장은 "ICBM DF-41 100기를 포함해 핵탄두 1000기를 단기간안에 늘려야 한다"고 주장했다. 인민일보는 중국 공산당 기관지이고 환구시보는 인민일보 자매지인 만큼 환구시보 편집장의 이 같은 주장은 중국 공산당의 주장과 같은 것으로 받아들여도 무방하다. 중국은 공개적인 핵무기 정책으로 핵선제공격인 제1격은 포기하고, 핵보복공격인 제2격만을 선언하고 있다. DF-41은 대표적인 제1격의 무기체계다. 제1격의 핵무기 정책은 미국과 러시아만 선언하고 있다. DF-41 ICBM 1기에는 10개의 핵탄두가 탑재된다. 중국의 핵탄두 보유량은 200~1000기로 추정된다. 미국이 갖고 있는 핵탄두 5800기와 비교하면 격차가 크다. 선제 공격안에 따르면 미국은 소련의 공격 징후를 포착했을 경우 3200개 이상의 핵무기를 동원해 소련, 중국, 그리고 유럽과 아시아 공산 국가들에 있는 약 1000개의 목표물을 공격하게 돼 있다.
2021년 2월 3일, 미러간 뉴 스타트 협정을 5년 연장하는 조약이 발효되었다. 뉴 스타트는 미국과 러시아 양국이 실전 배치 핵탄두 수를 1,550기 이하로, 이를 운반하는 대륙간탄도미사일(ICBM)·잠수함발사탄도미사일(SLBM)·전략폭격기 등 운반체를 700기 이하로 각각 줄이는 것을 골자로 한다. 미국은 뉴 스타트 조약에 중국이 참여할 것을 원하지만, 중국은 반대하고 있다.
2021년 3월 1일, 미국과학자연맹(Federation of American Scientists)에서 핵정보프로젝트를 담당하는 한스 크리스텐슨 소장은 중국 본토를 찍은 위성사진들을 다량 분석한 결과 중국이 지하 ICBM 격납고(사일로)를 늘리고 있는 것으로 나타났다고 밝혔다.
러시아·중국 핵무기 전문가인 크리스텐슨 소장은 중국이 2020년 말 자국 중북부 내몽골지방 질란타이 인근 미사일 훈련기지에 11개의 지하 미사일격납고 건설을 시작한 것으로 보인다고 밝혔다. 중국이 구형 액체연료 ICBM DF-5를 운용하는 18~20기의 기존 지하격납고에 더해 추가로 최소 16개의 신형 고체연료 ICBM DF-41 사일로를 건설하고 있다는 것이 크리스텐슨 소장의 분석이다. 미 국방부는 이에 대해 논평을 거부했다.
중국 중북부 내몽골 자란툰시에서 미국 뉴욕까지는 10,020 km, 워싱턴DC까지는 10,150 km 떨어져 있다.
2021년 6월 30일, 몬테레이 대학교 미들버리 국제연구소 산하 제임스 마틴 비확산센터가 중국 북서부 간쑤성 위먼시 인근 사막에서 ICBM용 사일로 119개를 건설중인 것을 상업용 인공위성 사진으로 확인했다. 각각의 현장에는 가로 70m의 덮개가 보이는데 중국의 ICBM 사일로에 있는 구조물과 비슷하다. 게다가 각 현장은 서로 3.2km가량 떨어져 있는데 과거 미국과 소련이 황무지에 ICBM 사일로를 건설할 때 두는 간격과 흡사하다는 분석이었다. 미들버리 국제연구소의 제프리 루이스 동아시아 비확산센터 소장은 신문에 “해당 시설은 중국의 신형 ICBM인 DF-41을 격납하기 위한 시설로 보인다”면서 “다른 지역에서 건설 중인 비슷한 시설까지 더하면 중국은 현재 145개의 ICBM 사일로를 짓고 있다”고 설명했다. 루이스 소장은 DF-41은 사거리가 9300마일(약 1만 5000km)에 달하는 다탄두 미사일이라며, 이는 미국을 겨냥한 것이라고 지적했다.
2021년 8월 6일, 앤터니 블링컨 미국 국무장관은 중국 핵무기 발전에 대해 깊은 우려를 표시했다.

## 시험발사
2024년 9월 25일, 중국 로켓군이 훈련용 모의 탄두를 탑재한 ICBM 1발을 현지시간 오전 8시 44분 태평양 공해 해역으로 발사해 목표 해역에 정확하게 탄착시켰다. 둥펑-31 AG인 것으로 추정된다.
둥펑-31 AG는 2017년 7월 내몽골에서 열린 중국 인민해방군 창건 90주년 기념 열병식 때 공개된 바 있다.
발사 차량이 비포장도로를 지나갈 수 있어 추적해 파괴하기 어려운 것으로 평가된다.
중국이 태평양으로 ICBM을 시험 발사한 것은 1980년 DF-5 이후 44년 만에 처음이다.
샘 로게빈 호주 로위연구소 국제안보 전문가는 "사거리가 만 2천~만 5천km에 달하는 이동식 대륙간탄도미사일인 DF-41을 시험한 것으로 추정된다."고 말했다.

## 같이 보기
- 토폴-M - 러시아의 8바퀴 핵미사일
- KN-08 - 2012년 공개된 북한의 8바퀴 핵미사일
- 미니트맨 - 현재 실전배치되어 있는 유일한 미국의 지상발사 핵미사일. 트럭 이동식이 아니다. 무게도 러시아 중국 보다 10톤 정도 적은 30톤이다.